# Théodore Caruelle d'Aligny
Claude Félix Théodore Caruelle d'Aligny (Saint-Aubin-des-Chaumes, 24 gennaio 1798 – Lione, 24 febbraio 1871) è stato un pittore francese.

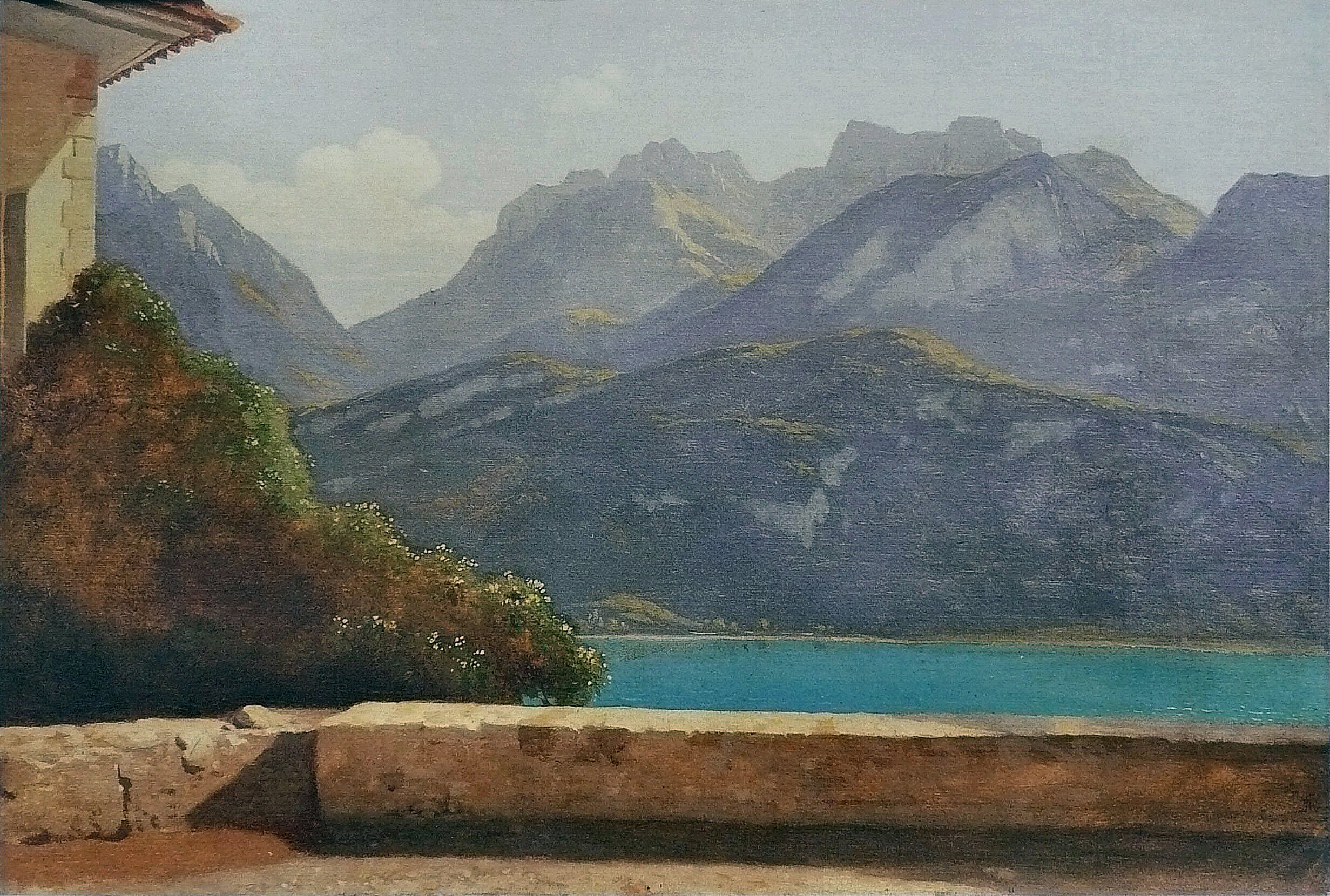
Terrazza sul lago Maggiore

Agli inizi fu allievo a Parigi del pittore paesaggista Louis Étienne Watelet.
Nel 1822 si trasferì con l'amico Pierre Thuillier a Roma, dove incontrò Camille Corot, di cui subì l'influenza nella pittura dei paesaggi.
Nei dipinti storici, invece, Aligny rimase fedele allo stile accademico.
Dal 1860 al 1872 diresse la Scuola di Belle Arti di Lione.

## Galleria d'immagini

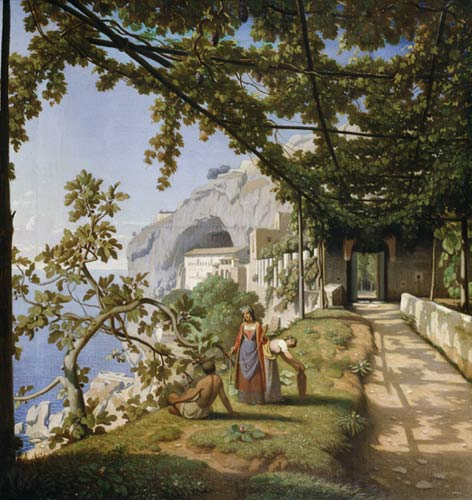
Veduta di Capri
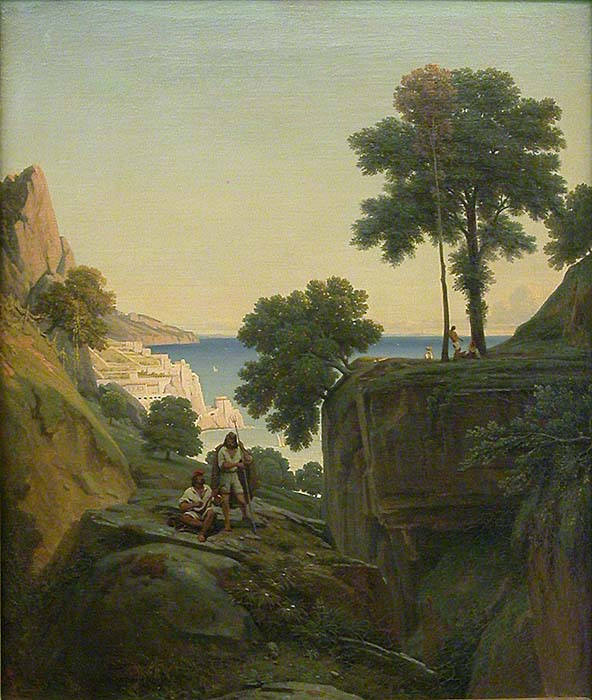
Veduta da Amalfi
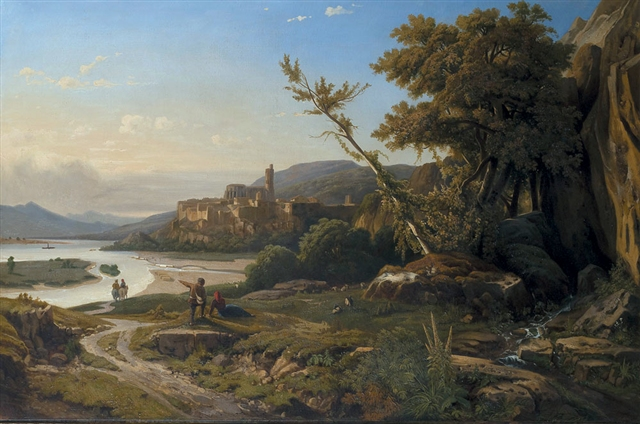
Veduta di Viviez
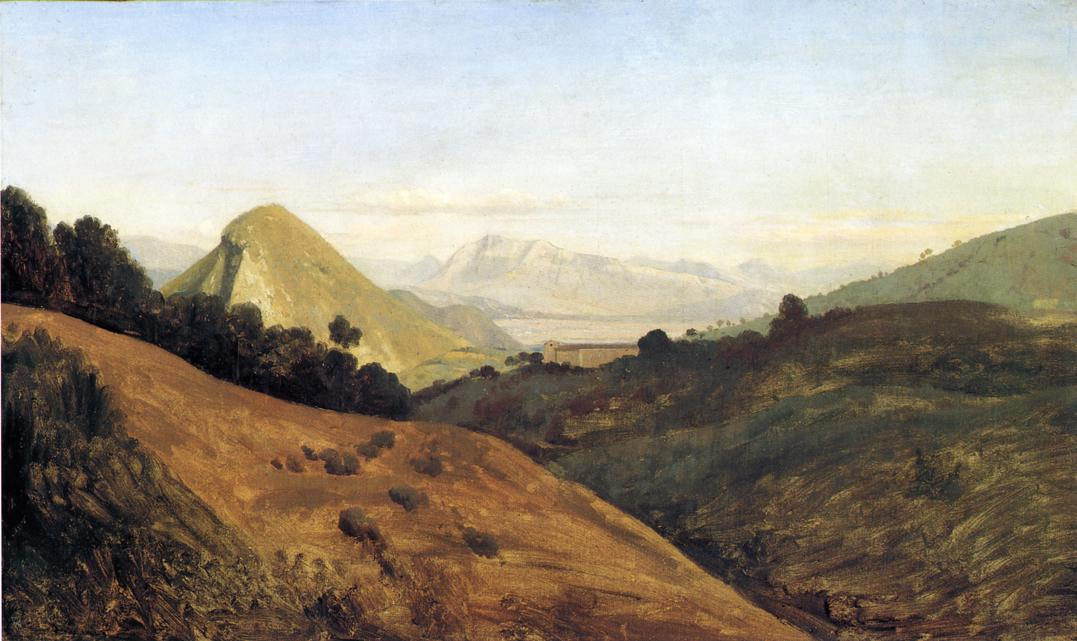
Colline italiane
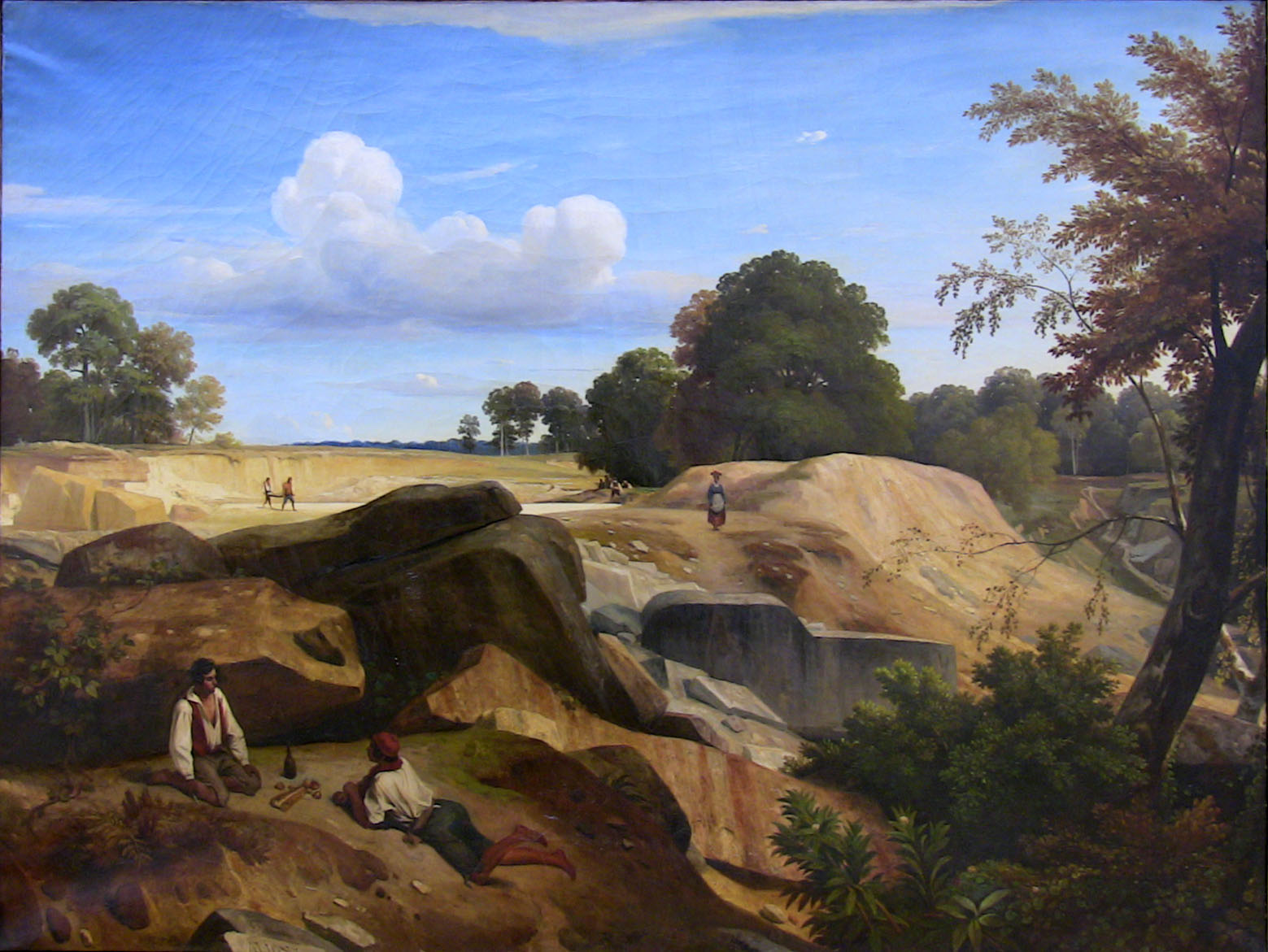
Cave nella foresta di Fontainebleau
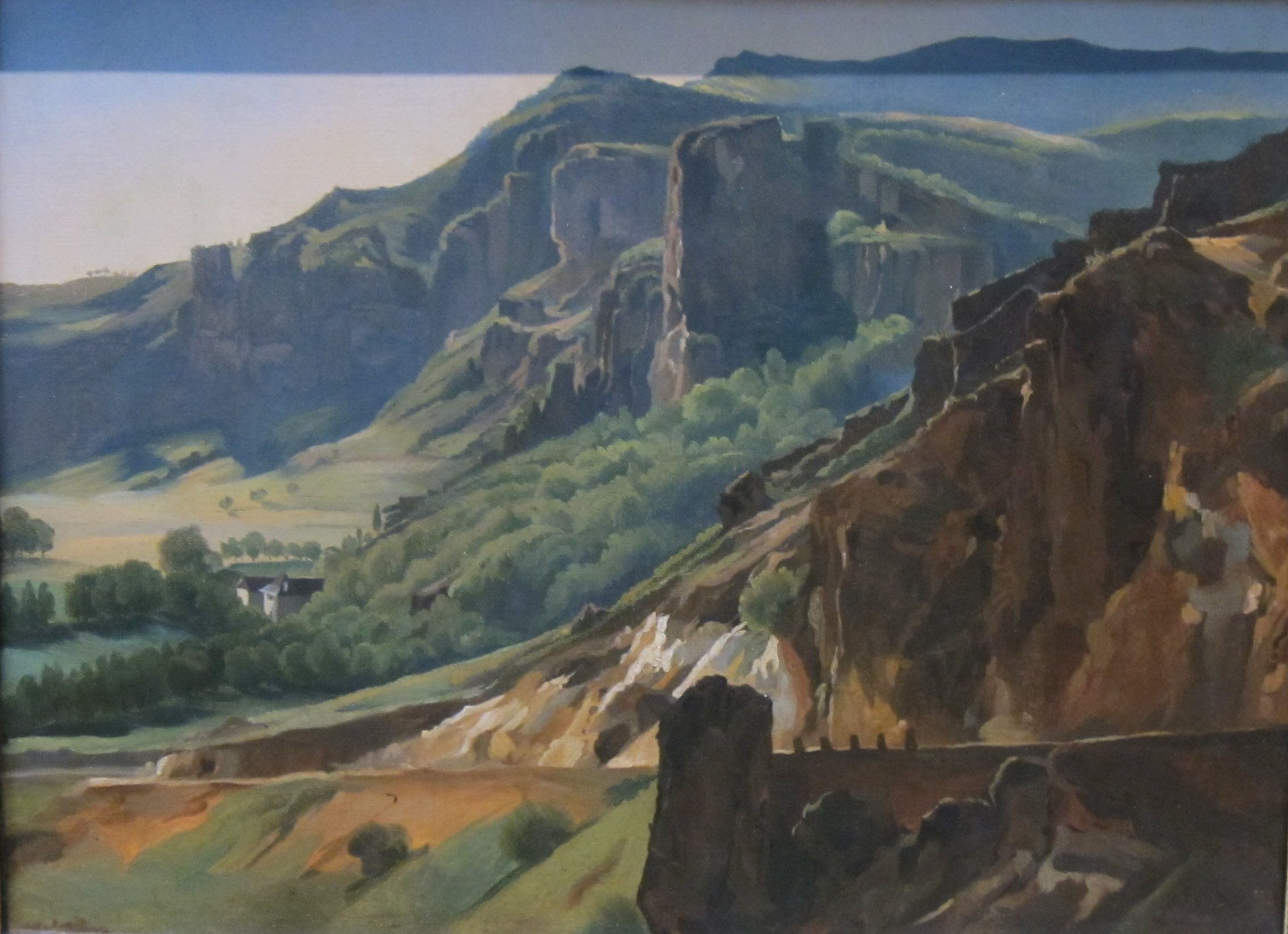
Valle montana e case